# Perlamantispa bequaerti
Perlamantispa bequaerti là một loài côn trùng trong họ Mantispidae thuộc bộ Neuroptera. Loài này được Navás miêu tả năm 1932.